# Atractus balzani
Atractus balzani är en ormart som beskrevs av Boulenger 1898. Atractus balzani ingår i släktet Atractus och familjen snokar. Inga underarter finns listade.
Arten förekommer i nordvästra Bolivia. Honor lägger ägg.